# بتسویل (میسیسیپی)
بتسویل (به انگلیسی: Batesville) شهری در ایالت میسیسیپی کشور ایالات متحده آمریکا است که جمعیت آن در سرشماری سال ۲۰۱۰ میلادی، ۷٬۴۶۳
نفر بوده‌است.

## نگارخانه

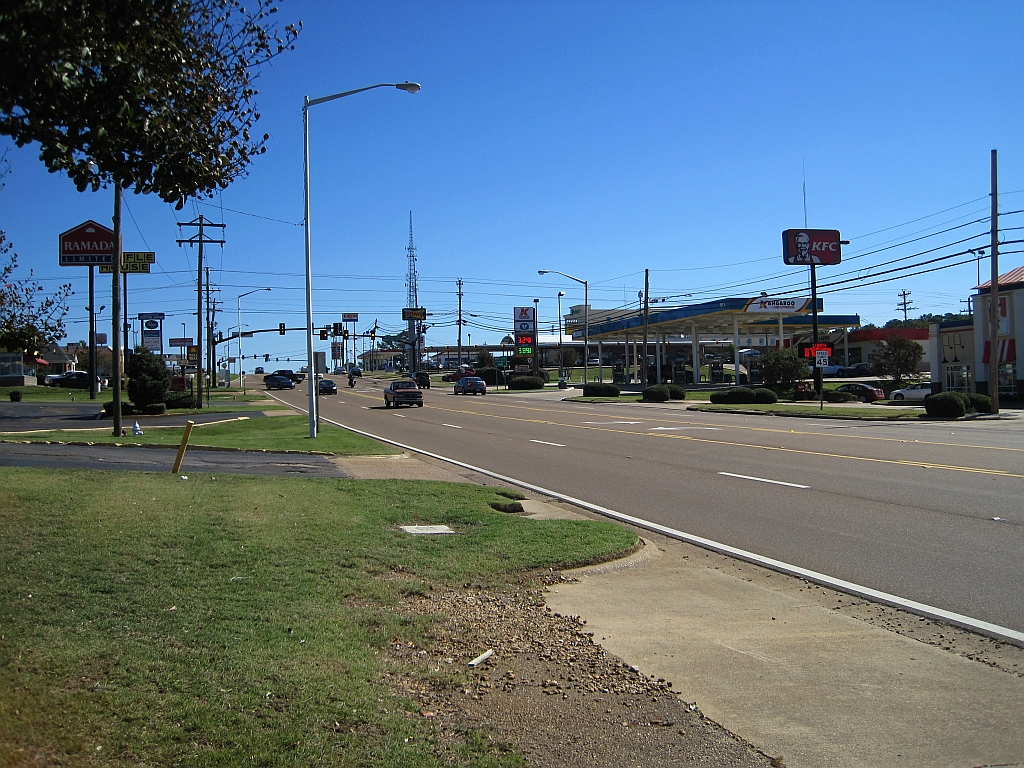
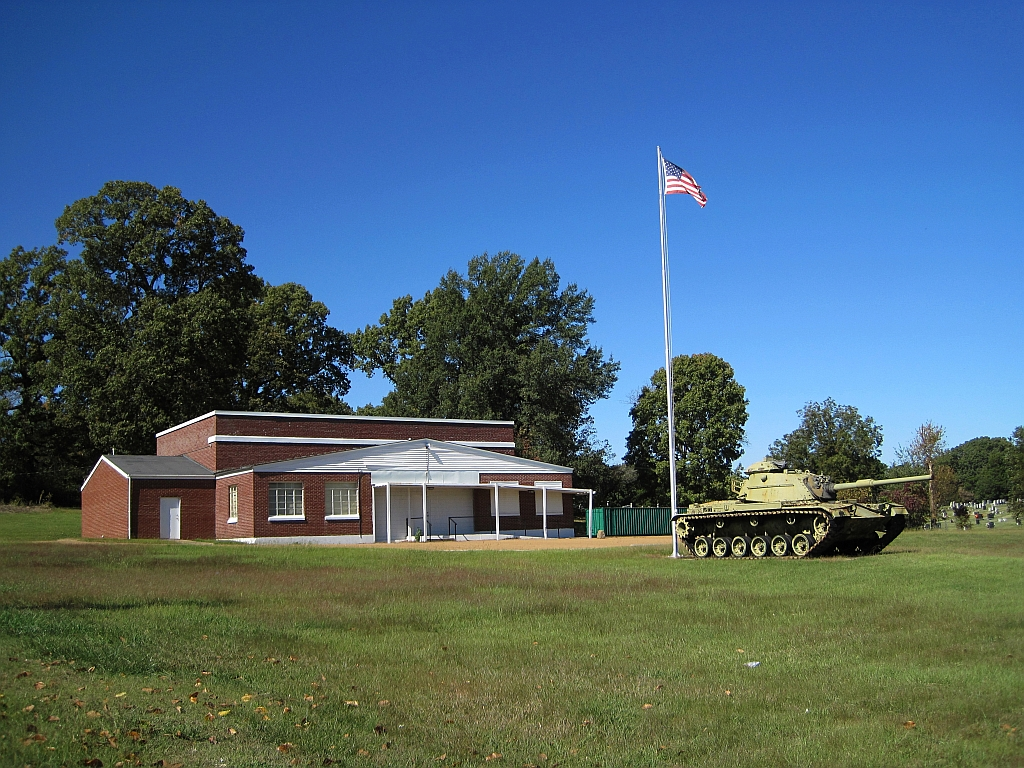
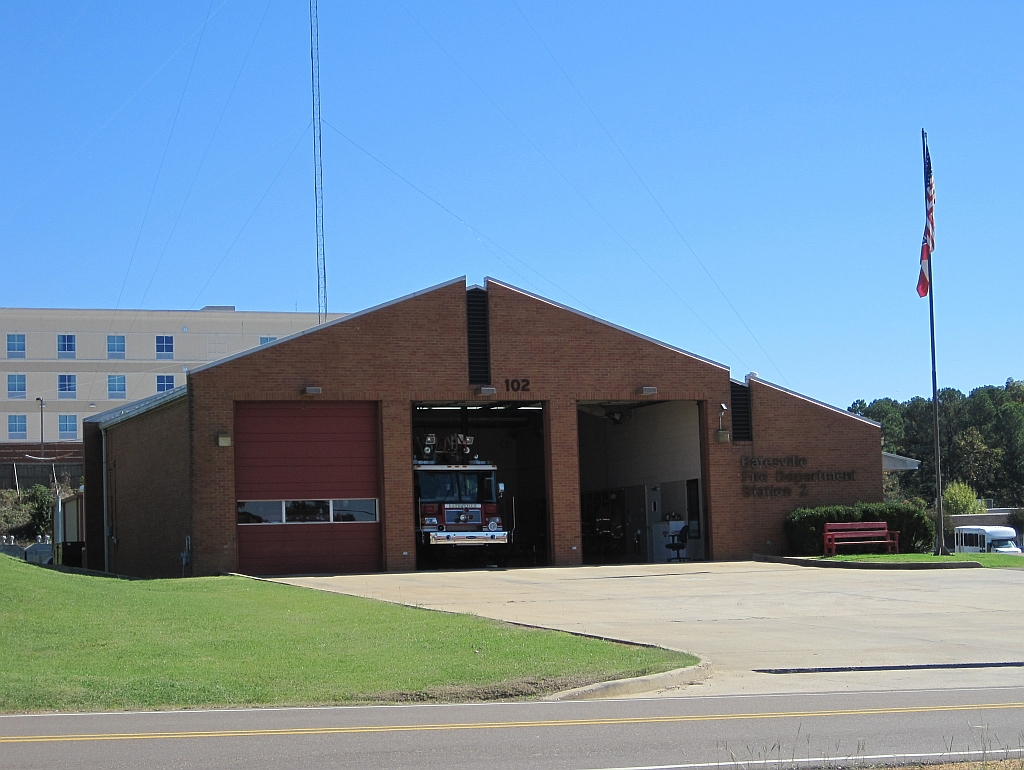
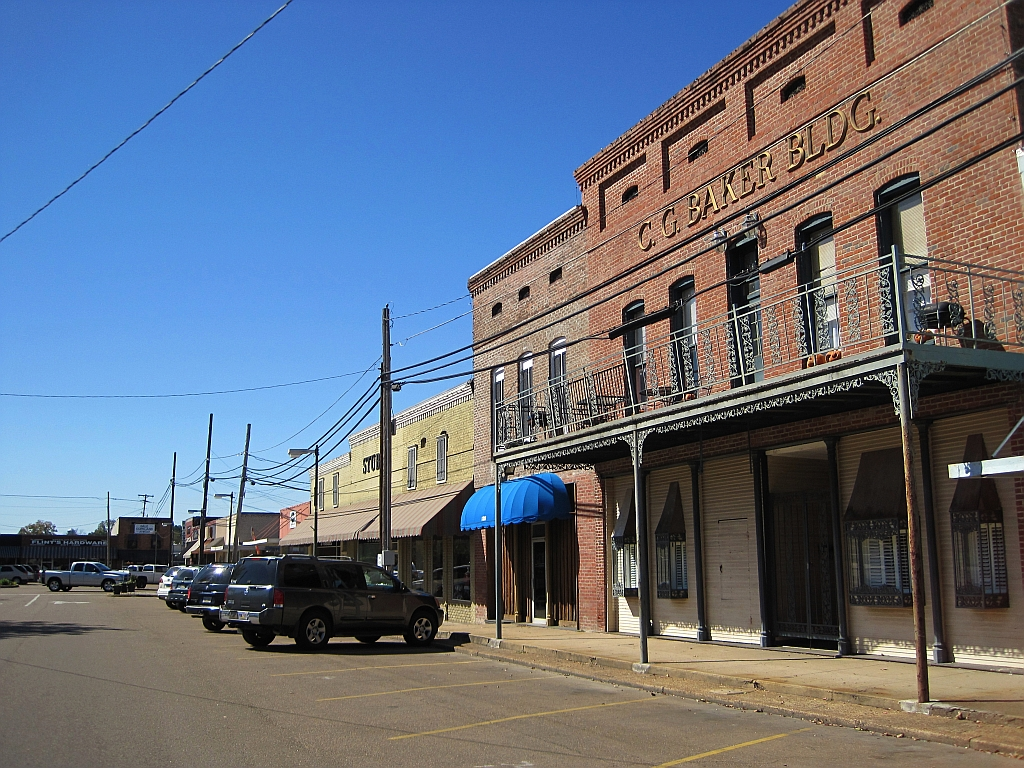
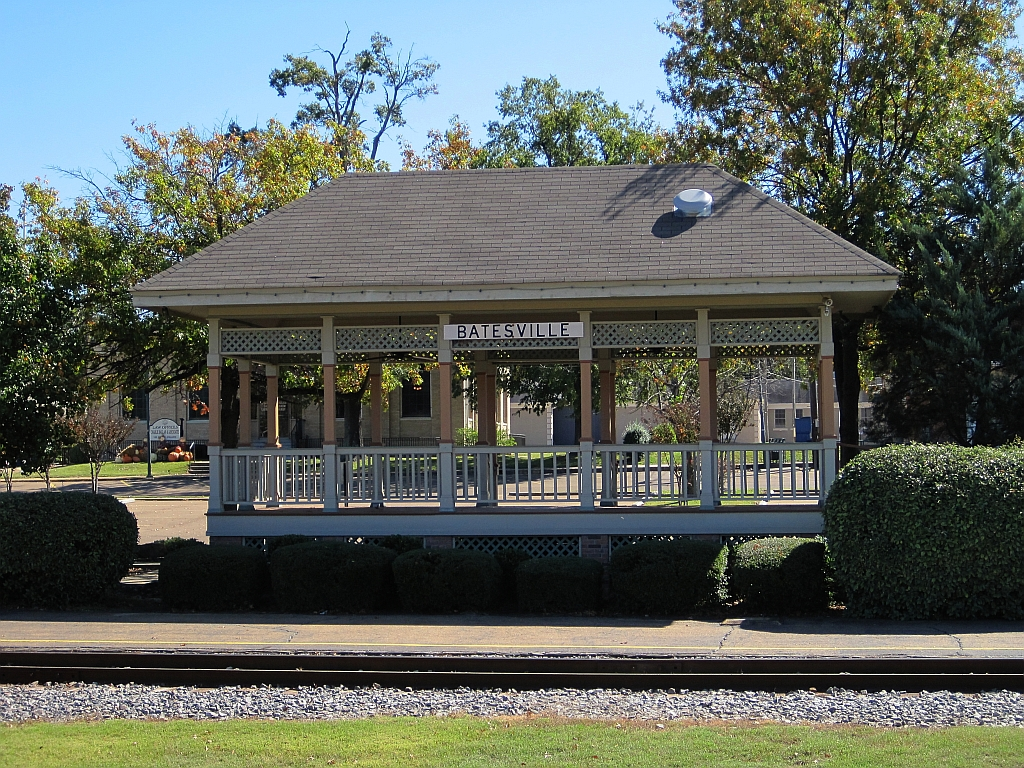
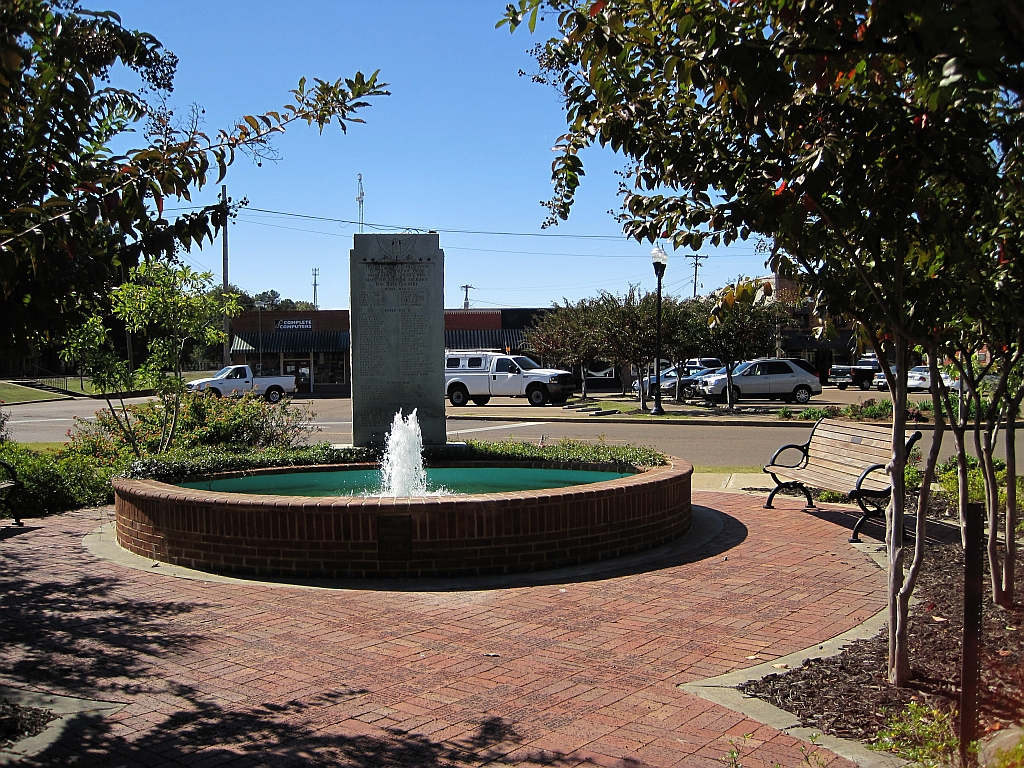
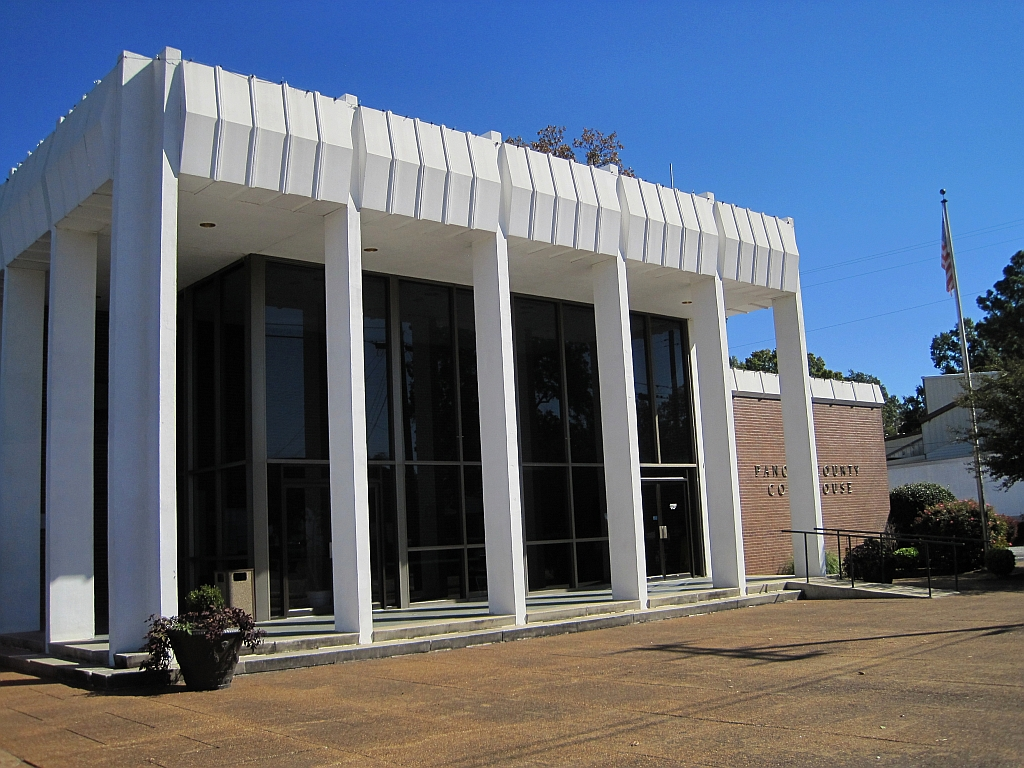